# Plévin
Plévin (tiếng Breton: Plevin) là một xã của tỉnh Côtes-d'Armor, thuộc vùng Bretagne, tây bắc Pháp.

## Dân số
Người dân ở Plévin được gọi là Plévinois.